# Bicyrthermannia foliata
Bicyrthermannia foliata är en kvalsterart som först beskrevs av Sandór Mahunka 1985.  Bicyrthermannia foliata ingår i släktet Bicyrthermannia och familjen Nanhermanniidae. Inga underarter finns listade.